# 尔王庄镇
尔王庄镇，是中华人民共和国天津市宝坻区下辖的一个乡镇级行政单位。

## 行政区划
尔王庄镇下辖以下地区：
尔王庄村、尔辛庄村、闫皮庄村、东安子村、小董庄村、小龙湾村、小高庄村、小田庄村、小宋庄村、冯家庄村、景家庄村、刘万庄村、李家河村、黄金庄村、程四淀村、四棵树村、潘套村、于家横村、郑贵庄村、高庄户村、黄花店村、西杜庄村、中心台村、许辛庄村、朱家曹村和小宝庄村。